# Bouwonderneming Jordaan NV
De Bouwonderneming Jordaan NV  was een filantropisch ingestelde naamloze vennootschap die op 23 december 1895 werd opgericht in Amsterdam, met als doel om door bouw en beheer van arbeiderswoningen betere woonomstandigheden te bieden aan de snel groeiende arbeidersbevolking in de Amsterdamse volksbuurt Jordaan.

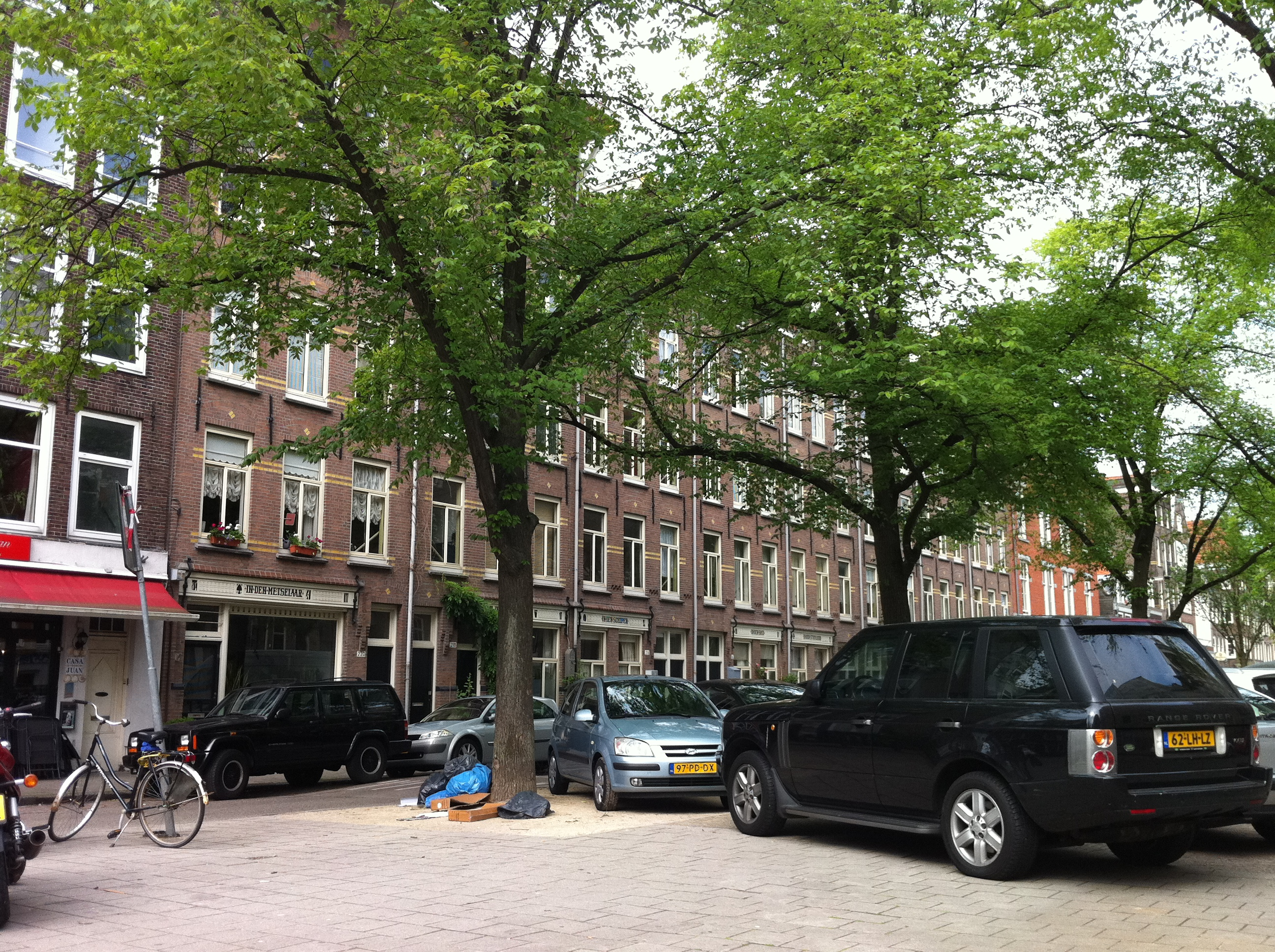
Gebouwd door Bouwonderneming Jordaan, met Louise Went als woningopzichteres

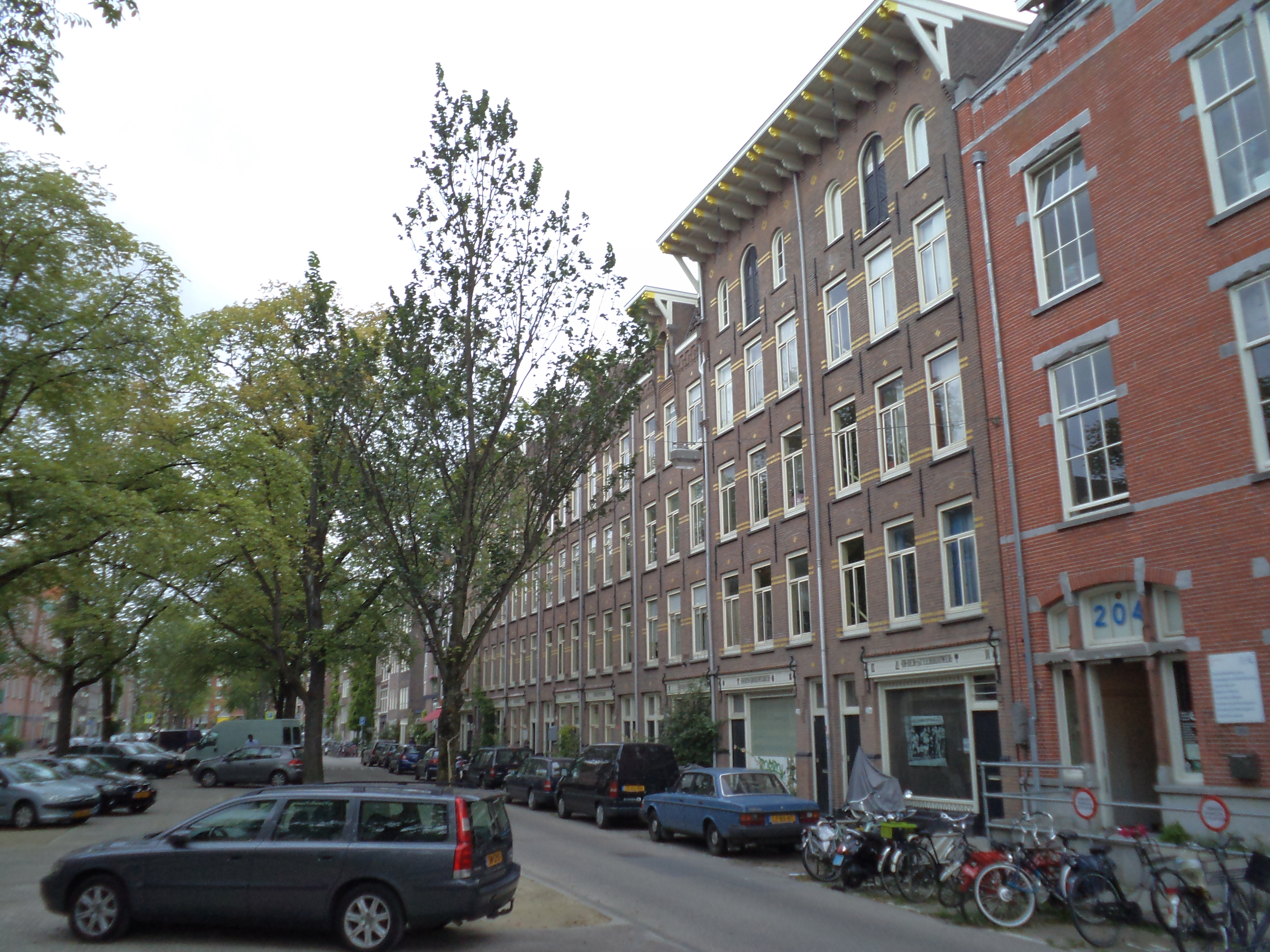
Een experiment met arbeiderswoningen zonder overheidssteun

De initiatiefnemers, die voortkwamen uit de gegoede burgerij van Amsterdam, wilden met deze onderneming onderzoeken of het mogelijk zou zijn om op economische basis en zonder overheidssteun betaalbare woningen in de oude stad te bouwen voor díe arbeiders die regelmatig huur zouden kunnen betalen. Wanneer dit het geval zou blijken te zijn, dan kon dit voorbeeld op grotere schaal worden gevolgd. Zo zou  een einde kunnen komen aan de schrijnende leefomstandigheden in de volksbuurten, waardoor grote sociale problemen ontstonden en regelmatig epidemieën uitbraken.

## Oprichters
De voorbereidingen voor de oprichting van deze bouwmaatschappij werden al getroffen in 1894. In de Commissie van Voorbereiding namen onder meer zitting Hélène Mercier, Louise Went, de architect Jan Ernst van der Pek, de politicus Arnold Kerdijk, de jurist Jan Kruseman en de ondernemer Chris Janssen. Deze laatste werd ook de eerste directeur van de onderneming.  

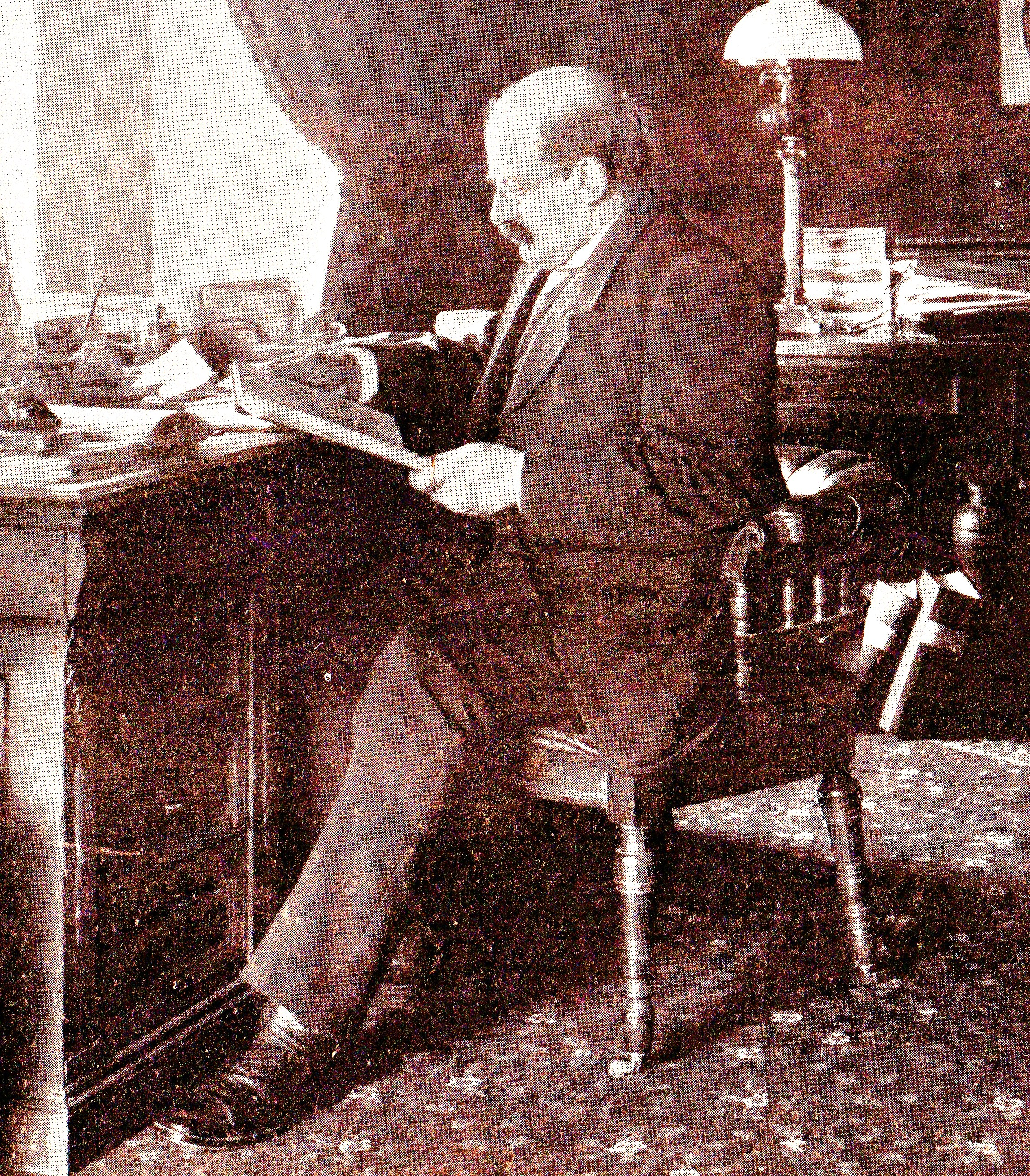
Arnold Kerdijk
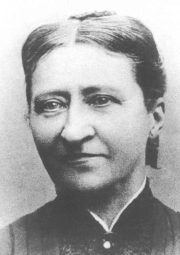
Helena Mercier
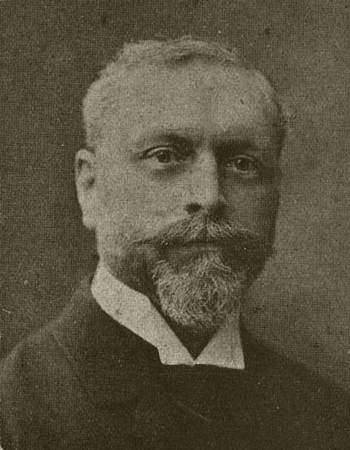
Chris Janssen
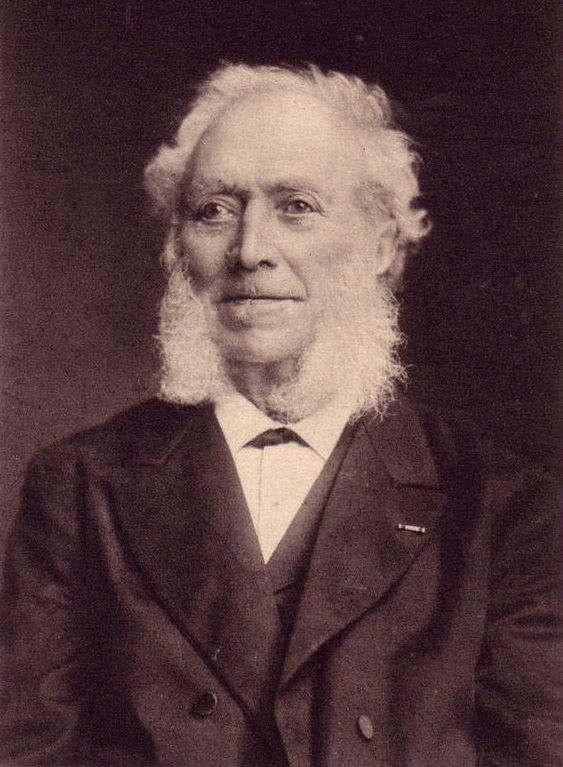
Peter Wilhelm Janssen
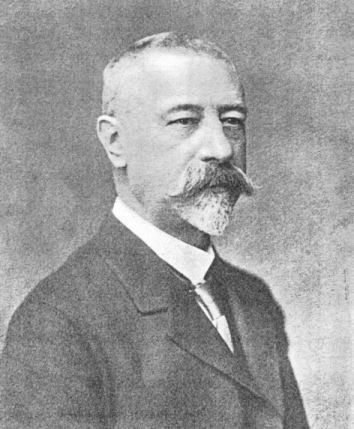
Hendrik Cornelis van den Honert
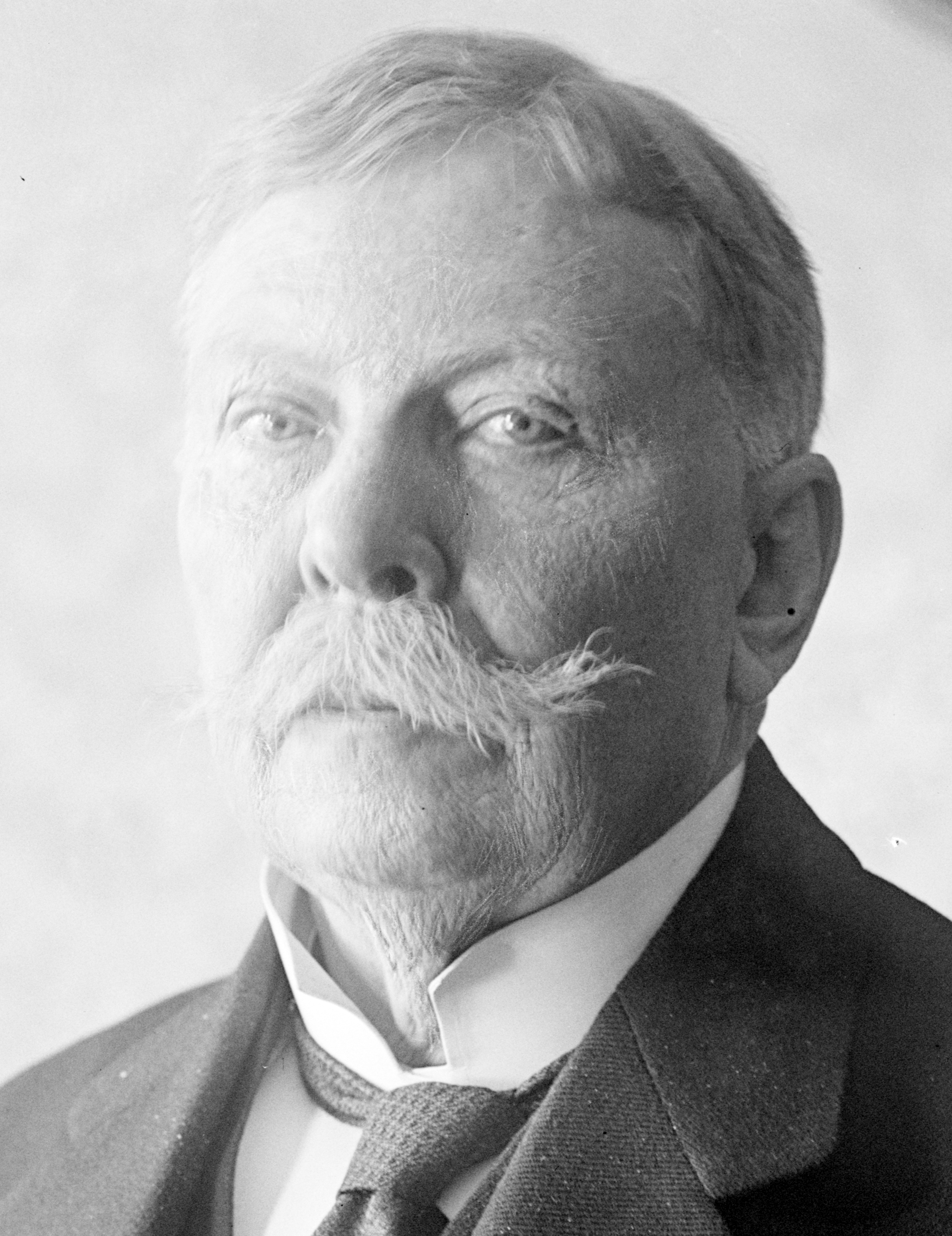
Jacob Cremer

De oprichters hadden oog voor het feit dat de eigenaren van de arbeiderswoninkjes veelal kleine ondernemers waren die hun spaarpenningen in huizen hadden belegd, maar financieel niet in staat waren iets aan broodnodige woningverbetering te doen. De bouwonderneming wilde het voor haar rekening en risico nemen om krotwoningen op te ruimen en deze door goede etagewoningen te vervangen.
Het aanvangskapitaal van f. 280.000 kwam van drie tabaksplanters: P.W. Janssen (vader van C.W. Janssen) f. 140.000, H.C. van den Honert f. 90.000 en J.T. Cremer f. 50.000.

## Lindengracht en Goudsbloemstraat
In opdracht van de Commissie van Voorbereiding koos J.E. van der Pek het blok woningen waar de bouwonderneming het experiment zou uitvoeren. Zijn oog viel op een blok van 131 woningen (waarvan 103 bewoond) tussen de Tweede en Derde Goudsbloemdwarsstraat: Goudsbloemstraat 125-149 en Lindengracht 206-246. Van den Honert kocht deze panden eind 1895 na moeizame onderhandelingen. De panden werden gesloopt en er werd begonnen met de bouw van nieuwe woningen, volgens een ontwerp van architect Van der Pek. 
De eerste 92 nieuwe woningen op de Goudsbloemstraat 125-139 en langs de Lindengracht 206-220 konden op 26 september 1896 worden betrokken. Sinds 2001 hebben deze panden de status van rijksmonument.

### Lindengracht

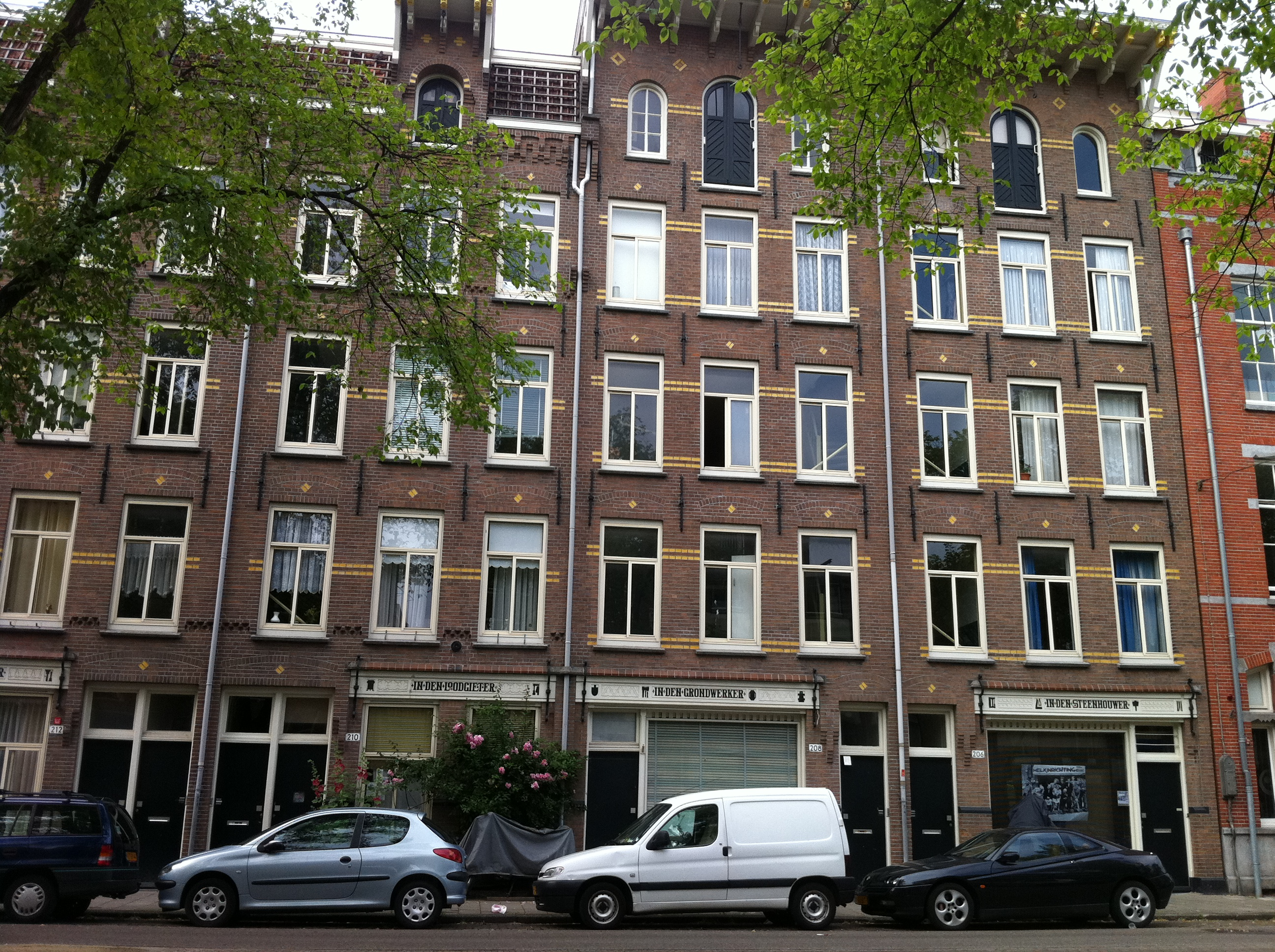
Woonblok van Bouwonderneming Jordaan aan de Lindengracht

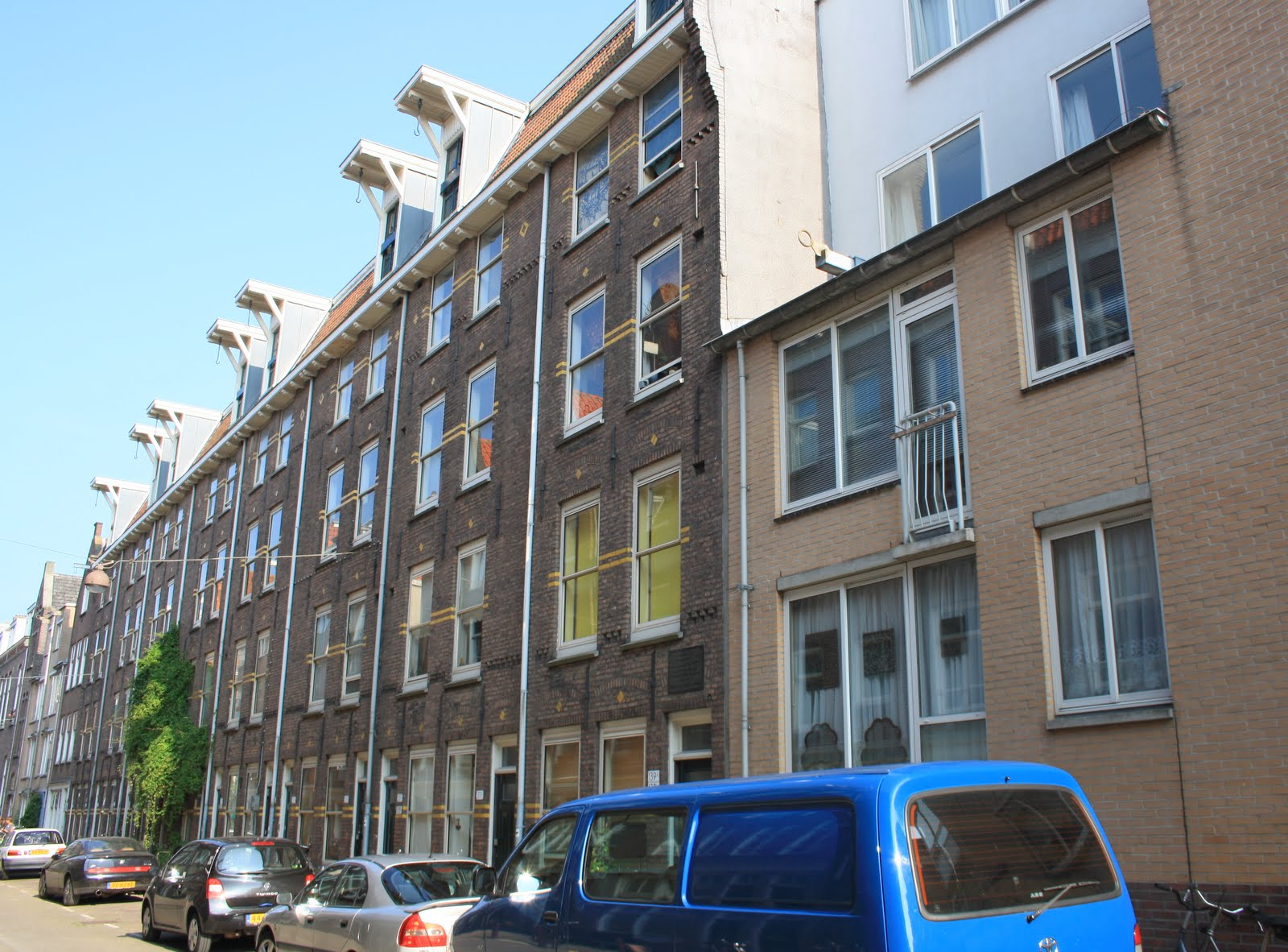
Bouwblok van Bouwonderneming Jordaan aan de Goudsbloemstraat

Aan moderne wensen werd tegemoetgekomen: de begane grond van het blok aan de Lindengracht met 32 woningen was bestemd voor winkel en handel; de zolderverdieping was, onder de brede overstekende dakrand, bedoeld als pakhuis. De woningen aan de Lindengracht hadden twee kamers met een keuken en wc met stromend water.

### Goudsbloemstraat
Achter het Lindengracht-blok bouwde Bouwonderneming Jordaan een complex aan de Goudsbloemstraat van voor- en achterhuizen met eenkamerwoningen met een aparte keuken en een wc. Van de Pek liet ze op ingenieuze wijze grenzen aan een binnenplaatsje. Zo ontvangt elke woning licht en lucht. De woningen in het achterhuis hebben op de bovenverdiepingen een balkon. De woningen hadden nog, zoals toen gebruikelijk was, bedsteden maar ze waren wat beter uitgevoerd. 
De woningen aan de Goudsbloemstraat en aan de Lindengracht hadden tot Van der Peks spijt geen van alle een eigen ingang. Voor- en achterhuis hebben wel ieder een eigen trappenhuis, en ook nieuw voor deze tijd was een voorportaaltje achter de voordeur dat moest voorkomen dat je 'met de deur in huis' kon vallen. 
Architect Van der Pek kwam regelmatig bij de bewoners op bezoek om te vragen hoe de woningen hun bevielen.

## Woningopzichteres
Vanaf het begin was het de bedoeling van de oprichters om te gaan werken met woningopzichteressen, die een centrale rol moesten spelen bij het beheer. De woningopzichteressen kwamen op huisbezoek bij gegadigden voor een woning om te controleren of het gezin qua levenswijze wel in de nieuwe woning paste. Daarnaast haalden zij wekelijks de huur op, waarmee zij zich regelmatig toegang verschaften tot de woning. Zo konden zij controleren of het huurreglement werd nageleefd, of het huis schoon was en de verschillende ruimten volgens hun bestemming werden gebruikt. Oudere jongens en meisjes mochten bijvoorbeeld niet in dezelfde kamer slapen, was mocht niet in de woonkamer drogen, kostgangers houden was verboden, het trapportaal mocht niet als opslagplaats worden gebruikt, enz. De ervaringen die met woningopzichteressen werden opgedaan bij de Bouwonderneming Jordaan, konden worden gebruikt in de maatschappelijke discussie over de oplossing van het volkshuisvestingsvraagstuk.  
De eerste woningopzichteres was Louise Went (die in 1901 trouwde met J.E. van der Pek). In 1936 werd zij opgevolgd door Wilhelmina Blomberg, die in 1935 bij haar in de leer was gekomen.
In 1946 werd een gedenksteen aangebracht door Jordaanbewoners voor L. van der Pek-Went.

## Nieuwe bewoners
Op de 92 adressen kwamen 521 gezinsleden te wonen. Woningopzichteres Louise Went nodigde eerst de weggesaneerde mensen uit om naar hun oude, herbouwde plek terug te keren. Slechts 9 van de 103 gezinnen (438 personen) in de oude woningen accepteerden een van de 92 nieuwe woningen. De meesten konden de huren (vanaf f. 1,70 per week) niet betalen (ruim 50% van de oude woningen deden minder dan f. 1,70 huur). 

## Uitkomst experiment
Het  experiment wees uit dat het niet mogelijk was om op economische basis de huisvesting van arbeiders te verbeteren, omdat te hoge huren moesten worden gevraagd die het overgrote deel van de arbeidersgezinnen niet konden betalen.  Zonder subsidie en andere wetgeving rond onteigening kon een particulier initiatief als dit nooit op grote schaal navolging krijgen. Het experiment was van grote invloed op de verdere ontwikkeling van de sociale woningbouw.
Het experiment met woningopzichteressen kreeg wel navolging tot ver in de 20e eeuw.

## Saneringsplan
In de jaren zestig van de 20e eeuw was de toestand van de meeste woningen in de Jordaan nog steeds gebrekkig. Veel woningen, ook menige woning die was gebouwd in de 19e en 20e eeuw, voldeden niet aan de eisen van de nieuwe tijd. Het saneringsplan voor de Jordaan van de gemeente Amsterdam uit 1960 maakte de toekomst van de bouwonderneming onzeker. De woningen in de Goudsbloemstraat zouden volgens dat plan moeten verdwijnen. In 1963 werd met de gemeente onderhandeld over de verkoop van de woningen in de Goudsbloemstraat, waarna de woningen aan de Lindengracht opgeknapt zouden worden. Maar deze onderhandelingen bleven vruchteloos. 

## Verkoop
Het beheer van de woningen werd ondergebracht bij woningbouwvereniging Amsterdamsch Bouwfonds, die mede door Louise Went was opgericht. Beleggingsmaatschappij Libra International N.V. deed in 1971 een bod op de aandelen, na in bezit te zijn gekomen van de aandelen van één aandeelhoudster. Na aanvankelijke bezwaren van directrice mevrouw W.C. Blomberg en de Raad van Commissarissen, besloten ze toch om de overige aandelen te verkopen. De overdracht vond op 1 november 1971 plaats.

## Eigendom
In 1982 verkocht deze vastgoedbeleggingsmaatschappij het bezit weer door aan woningbouwvereniging Zomers Buiten, waarna de woningen na lange tijd van verwaarlozing eindelijk werden opgeknapt. In 2003 werd de naam van Zomers Buiten veranderd in 'Stichting Woonmaatschappij Zomers Buiten', waarmee nadere samenwerking met gelijknamige woningcorporaties in Haarlem en Haarlemmermeer werd onderstreept. In 2005 werd definitief afscheid genomen van de naam Zomers Buiten, toen de woningcorporatie 'Stichting Woonmaatschappij Amsterdam' ging heten. In 2006 fuseerde de stichting met de Stichting Woonmaatschappij Haarlem en Stichting Woonmaatschappij Haarlemmermeer tot de Stichting Woonmaatschappij.

### Fusie met Ymere
Op 1 januari 2008 volgde de fusie met Ymere, een woningcorporatie die op 1 januari 2004 ontstond bij de fusie van Woningbedrijf Amsterdam (tot 1994 het Gemeentelijk Woningbedrijf Amsterdam) en Woningstichting WVA (Almere). De naam van de nieuwe combinatie bleef hierna Ymere, voor de buitenwacht veranderde alleen de vormgeving van het logo. 
Op 1 januari 2011 fuseerde Ymere met woningcorporatie Goed Wonen Noord-Kennemerland, officieel geheten Woningstichting Goed Wonen Koedijk Sint-Pancras, die circa 1100 woningen verhuurt in de gemeenten Alkmaar, Heerhugowaard en Langedijk. De naam van de nieuwe corporatie bleef Ymere. Daarna volgde op 1 maart 2014 nog een fusie met woningbouwvereniging De Woningbouw uit Weesp.
De woningen die zijn gebouwd door Bouwonderneming Jordaan tussen de Lindengracht en Goudsbloemstraat zijn daardoor tegenwoordig in bezit van woningcorporatie Ymere, die de gerenoveerde woningen nog steeds verhuurt, merendeels als sociale-huurwoningen. Sinds 2012 kunnen dergelijke woningen door veranderde wetgeving echter ook als vrijesectorhuurwoningen te huur worden aangeboden.